# آلوین چیکولی
آلوین چیکولی (انگلیسی: Alvin Ceccoli؛ زادهٔ ۵ اوت ۱۹۷۴) بازیکن سابق فوتبال اهل استرالیا است.
از باشگاه‌هایی که در آن بازی کرده‌است می‌توان به باشگاه فوتبال آ. ا. ک آتن، باشگاه فوتبال سیدنی، باشگاه فوتبال سنترال کوئست مارینرز، باشگاه فوتبال آویسپا فوکوئوکا و باشگاه فوتبال آدلاید یونایتد اشاره کرد.